# 2002 FIFA World Cup (videoigra)
2002 FIFA World Cup je nogometna videoigra proizvođača EA Canade i izdavača EA Sportsa; peta u FIFA World Cup serijalu, druga pod vlasništvom Electronic Artsa. Radi se o službenoj videoigri Svjetskog nogometnog prvenstva 2002. u Južnoj Koreji i Japanu.
Spajanjem igraćih enginea FIFA-e 2002 i FIFA-e 2003, igra je još sadržavala tipku za udarce i nabacivanje lopte sa strmijim zakrivljenjem ("felšom") lopte i većom prilikom za kaznu od sudca utakmice. Dresovi nogometnih reprezentacija su točni, kao i izgled nogometaša i stadiona Svjetskog nogometnog prvenstva 2002. Za razliku od prijašnjih igara FIFA serijala, igra 2002 FIFA World Cup je imala originalene pjesme simfonijskog orkestra iz Vancouvera (Vancouver Symphony Orchestra).
Izašla je za platforme Windows, PlayStation, PlayStation 2, GameCube, i Xbox.

## Momčadi
Detaljniji članak o ovoj temi: SP 2002. - Momčadi
Igra sadrži sve momčadi kvalificirane za SP 2002., uz devet reprezentacija koje se nisu kvalificirale:
- Australija
- Austrija
- Češka
- Finska
- Grčka
- Izrael
- Norveška
- Škotska
- Švicarska

## Ostalo

### Ocjene
Videoigra 2002 FIFA World Cup je osvojila sasvim pozitivne ocjene. Gamespot je za GameCube verziju igre dao ocjenu 7.4, dok je IGN dao ocjenu 8.2/10. U poretku videoigara, ocjena igre je 80%.

### Tužba
Bivši vratar FC Bayern Münchena i Njemačke nogometne reprezentacije, Oliver Kahn je uspješno tužio Electronic Arts zbog njegove uključenosti u igri bez njegovog pristanka, iako je EA imao ugovor s FIFProom, tijelom koji predstavlja sve FIFA-ine nogometaše. Kao posljedica tužbe, EA je zaustavio prodavanje igre u Njemačkoj i morao je platiti odštetu Kahnu.